# SJ (satellite)
Pour les articles homonymes, voir SJ.
SJ (abréviation de Shi Jian c'est-à-dire expérimental en chinois) est une famille de satellites expérimentaux développés par la Chine pour mettre au point de nouvelles technologies spatiales. Ces satellites ont des caractéristiques très variées. Le premier satellite de la famille a été lancé le 3 mars 1971.

## Historique des missions SJ
| Désignation                           | Date lancement                             | Lanceur          | Masse    | Orbite                                       | Thème expérimental                                                                  | Commentaire | Catalogue NASA | SATCAT |
| ------------------------------------- | ------------------------------------------ | ---------------- | -------- | -------------------------------------------- | ----------------------------------------------------------------------------------- | --- | -------------- | ------ |
| SJ-1                                  | 3 mars 1971                                | Longue Marche 1  | 221 kg   | 266 km x 1 826 km, I= 69.9º                  | Rayon X                                                                             | Détecteur rayons X solaires, compteur Geiger. Rentré dans l'atmosphère | 1971-018A      | 05007  |
| SJ-2A                                 | 20 septembre 1981                          | Feng Bao 1       | 483 kg   | 232 km x 1 598 km, I = 59.4º                 | Débris spatiaux                                                                     | Expériences mesures débris spatiaux, mesure du bruit électromagnétique. Tous rentrés dans l'atmosphère | 1981-093D      | 12845  |
| SJ-2B                                 | 20 septembre 1981                          | Feng Bao 1       | 2 570 kg | 232 km x 1 615 km, I = 59.4º                 | Débris spatiaux                                                                     | Expériences mesures débris spatiaux, mesure du bruit électromagnétique. Tous rentrés dans l'atmosphère | 1981-093A      | 12842  |
| SJ-2C                                 | 20 septembre 1981                          | Feng Bao 1       | 28 kg    | 232 km x 1 608 km, I = 59.4º                 | Débris spatiaux                                                                     | Expériences mesures débris spatiaux, mesure du bruit électromagnétique. Tous rentrés dans l'atmosphère | 1981-093B      | 12843  |
| SJ-3                                  |                                            |                  |          |                                              | Observation de la Terre                                                             | Prototype de satellite pour l'observation jamais construit. Débouche sur la série des CBERS, |                |        |
| DQ-1A                                 | 3 septembre 1990                           | Longue Marche 4  | 4 kg     | 789 km x 811 km, I=99º                       | Ballons de 2,5 m destinés à mesurer la densité de l'atmosphère                      | Lancé avec Fengyun 1B | 1990-081B      |        |
| DQ-1B                                 | 3 septembre 1990                           | Longue Marche 4  | 4 kg     | 596 km x 629 km, I=99º                       | Ballons de 2,5 m destinés à mesurer la densité de l'atmosphère                      | Lancé avec Fengyun 1B | 1990-081C      |        |
| SJ-4                                  | 8 février 1994                             | Longue Marche 3A | 397 kg   | 210 km x 36 125 km, I=28.6º                  | Détecteur de particules,                                                            | | 1994-010A      | 22996  |
| SJ-5                                  | 10 mai 1999                                | Longue Marche 4B | 298 kg   | Orbite héliosynchrone 569 km × 849 km, 98.8° | Détecteurs de particules                                                            | Expérimentation sur le bus également. Lancé avec Fengyun-1C | 1999-025B      | 25731  |
| SJ-6A                                 | 8 septembre 2004                           | Longue Marche 4B | ?        | Orbite héliosynchrone 590 km                 | Environnement radiatif                                                              | Mesure de l'environnement radiatif | 2004-035A      | 28413  |
| SJ-6B                                 | 8 septembre 2004                           | Longue Marche 4B |          | Orbite héliosynchrone 590 km                 | Environnement radiatif                                                              | Mesure de l'environnement radiatif | 2004-035B      | 28414  |
| SJ-6C                                 | 23 octobre 2006                            | Longue Marche 4B | ?        | Orbite héliosynchrone 600 km                 | Environnement radiatif                                                              | Mesure de l'environnement radiatif | 2006-046A      | 29505  |
| SJ-6D                                 | 23 octobre 2006                            | Longue Marche 4B |          | Orbite héliosynchrone 600 km                 | Environnement radiatif                                                              | Mesure de l'environnement radiatif | 2006-046B      | 29506  |
| SJ-6E                                 | 25 octobre 2008                            | Longue Marche 4B | ?        | Orbite héliosynchrone 602 km                 | Environnement radiatif                                                              | Mesure de l'environnement radiatif | 2008-053A      | 33408  |
| SJ-6F                                 | 25 octobre 2008                            | Longue Marche 4B |          | Orbite héliosynchrone 602 km                 | Environnement radiatif                                                              | Mesure de l'environnement radiatif | 2008-053B      | 33409  |
| SJ-6G                                 | 6 octobre 2010                             | Longue Marche 4B | ?        |                                              | Environnement radiatif                                                              | Mesure de l'environnement radiatif | 2010-051A      | 37179  |
| SJ-6H                                 | 6 octobre 2010                             | Longue Marche 4B |          | 2010-051B                                    | Environnement radiatif                                                              | Mesure de l'environnement radiatif | 37180          |        |
| SJ-6-05A                              | 10 décembre 2021                           | Longue Marche 4B | ?        |                                              | Environnement radiatif                                                              | Mesure de l'environnement radiatif | 2021-122A      | 49961  |
| SJ-6-05B                              | 10 décembre 2021                           | Longue Marche 4B |          | 2021-122B                                    | Environnement radiatif                                                              | Mesure de l'environnement radiatif | 49962          |        |
| SJ-7                                  | 5 juillet 2005                             | Longue Marche 2D | kg       | 547 km × 570 km, 97.6°                       | Technologie et environnement spatial                                                | | 2005-024A      | 28737  |
| SJ-8                                  | 9 septembre 2006                           | Longue Marche 2C | kg       | 177 km × 445 km, 63.0°                       | Culture de plantes en micro gravité                                                 | Satellite récupérable basé sur les Fanhui Shi Weixing | 2006-035A      | 29385  |
| SJ-9A                                 | 14 octobre 2012                            | Longue Marche 2C | 790 kg   | 622 km × 647 km, 98.0°                       | Propulsion électrique                                                               | Test également de systèmes de contrôles d'attitude, etc. | 2012-056A      | 38860  |
| SJ-9B                                 | 14 octobre 2012                            | Longue Marche 2C | 260 kg   | 623 km × 649 km, 97.99°                      | Infrarouge lointain                                                                 | Caméra fonctionnant dans l'infrarouge lointain | 2012-056B      | 38861  |
| SJ-11-01                              | 11 novembre 2009                           | Longue Marche 2C | kg       | 91 km × 700 km, 98.3°                        | Alerte avancée                                                                      | | 2009-061A      | 36088  |
| SJ-11-02                              | 29 juillet 2011                            | Longue Marche 2C | kg       | 91 km × 700 km, 98.3°                        | Alerte avancée                                                                      | | 2011-039A      | 37765  |
| SJ-11-03                              | 6 juillet 2011                             | Longue Marche 2C | kg       | 91 km × 700 km, 98.3°                        | Alerte avancée                                                                      | | 2011-030A      | 37730  |
| SJ-11-04                              | 18 août 2011                               | Longue Marche 2C | kg       | 91 km × 700 km, 98.3°                        | Alerte avancée                                                                      | | Échec          |        |
| SJ-11-05                              | 15 juillet 2013                            | Longue Marche 2C | kg       | 91 km × 700 km, 98.3°                        | Alerte avancée                                                                      | | 2013-035A      | 39202  |
| SJ-11-06                              | 31 mars 2014                               | Longue Marche 2C | kg       | 91 km × 700 km, 98.3°                        | Alerte avancée                                                                      | | 2014-014A      | 39624  |
| SJ-11-07                              | 28 septembre 2014                          | Longue Marche 2C | kg       | 91 km × 700 km, 98.3°                        | Alerte avancée                                                                      | | 2014-059A      | 40261  |
| SJ-11-08                              | 27 octobre 2014                            | Longue Marche 2C | kg       | 91 km × 700 km, 98.3°                        | Alerte avancée                                                                      | | 2014-066A      | 40286  |
| SJ-12                                 | 15 juin 2010                               | Longue Marche 2D | ? kg     | Orbite basse (alt.:600 km, incl.:97.7°)      | Techniques de rendez-vous                                                           | - Techniques de rendez-vous et d'inspection de satellite - Possibilité d'un contact avec SJ-6F | 2010-027A      | 36596  |
| SJ-15                                 | 19 juillet 2013                            | Longue Marche 4C | ? kg     | Orbite SSO (alt.:670 km, incl.:98°)          | Débris spatiaux                                                                     | Observation des débris spatiaux | 2013-037C      | 39210  |
| SJ-16-01                              | 25 octobre 2013                            | Longue Marche 4B | ? kg     | Orbite basse (alt.:600 km, incl.:75°)        | Environnement spatial                                                               | Mesure des radiations et de leurs effets | 2013-057A      | 39358  |
| SJ-16-02                              | 29 juin 2016                               | Longue Marche 4B | ? kg     | Orbite basse (alt.:600 km, incl.:75°)        | Environnement spatial                                                               | Mesure des radiations et de leurs effets | 2016-043A      | 41634  |
| SJ-10                                 | 5 avril 2016                               | Longue Marche 2D | 3600 kg  | Orbite basse 234 km × 268 km, 42.89°         | Micro gravité                                                                       | Satellite récupérable basé sur les Fanhui Shi Weixing. Expérimentation pendant deux semaines sur des graines de plantes et de champignons Retour sur Terre le 18 avril 2016 | 2016-023A      |        |
| SJ-17                                 | 3 novembre 2016                            | Longue Marche 5  | 4600 kg  | Orbite géostationnaire                       | - Bus - Débris spatiaux                                                             | - Tests de la plateforme DFH-4S (gestion de l'énergie, navigation) - Observation de débris orbitaux à haute altitude, avec possibilité d'opérations à proximité - Vol inaugural du lanceur lourd Longue Marche 5 | 2016-065A      | 41838  |
| SJ-13 Autre nom : ZX 16 (ChinaSat 16) | 12 avril 2017                              | Longue Marche 3B | 4600 kg  | Orbite géostationnaire                       | - Propulsion électrique - Télécommunications                                        | - Test de la propulsion électrique de la plateforme DFH-3B - Test de la charge utile de communication HTS (en), - Expérimentation communications par Laser avec le sol | 2017-018A      | 42662  |
| SJ-18                                 | 2 juillet 2017                             | Longue Marche 5  | 7500 kg  | Orbite géostationnaire                       | Télécommunications                                                                  | - Plateforme satellite DFH-5 - Satellite géostationnaire le plus lourd jamais mis au point par la Chine | Échec          |        |
| Shijian 19                            | 27 septembre 2024                          | Longue Marche 2D |          | Orbite basse                                 | Satellite réutilisable                                                              | Test d'une technologie réutilisable de nouvelle génération, expériences de microgravité récupérables,, test de module gonflable Retour sur Terre le 11 octobre 2024 à 02h39 UTC |                |        |
| Shijian 20                            | 27 décembre 2019                           | Longue Marche 5  |          | GEO : 35,774.9 km × 35,814.1 km, 1.347°      | Test de la nouvelle plateforme DFH-5, télécommunications quantiques expérimentales, | | 2019-097A      | 44910  |
| Shijian 21                            | 24 octobre 2021                            | Longue Marche 3B |          | GEO : 36,217.7 km × 36,217.7 km, 8.580°      | Nettoyage des débris ou démonstration de capacité antisatellite,                    | Ce satellite s’est approché du satellite inactif Beidou-2 G2 (d’origine chinoise également), s’est amarré à lui le 22 janvier 2022 et l’aurait déplacé jusqu’à l'orbite cimetière à 300 kilomètres au-dessus de l’orbite géosynchrone où il l'a relâché le 26 janvier 2022. A l'issue, le Shijian-21 est revenu sur l'orbite géosynchrone. | 2021-094A      | 49330  |
| Sous-satellite de Shijian 21          | découverte de l'objet le 1er novembre 2021 | Longue Marche 3B |          |                                              | Inconnu,                                                                            | Objet considéré comme un AKM (Apogee Kick Motor ou moteur d'apogée) ayant servi pour des tests pour le Shijian 21 avant la manœuvre de rendez-vous orbital avec Beidou-2 G2 | 2021-094C      | 49382  |
| Shijian 23                            | 8 janvier 2023                             | Longue Marche 7A |          | GEO : 35,769.1 km × 35,816.8 km, 0.6°        | Classifié                                                                           | | 2023-002A      | 55131  |
| Sous-satellite de Shijian 23          | découverte de l'objet le 16 janvier 2023   | Longue Marche 7A |          |                                              | Inconnu                                                                             | | 2023-002C      | 55180  |
| Shijian 25                            | 6 janvier 2025                             | Longue Marche 3B |          | GEO                                          | Ravitaillement en orbite et services de prolongation de mission                     | | 2025-002A      | 62485  |